# Paloma Chamorro
Paloma Chamorro (Madrid, 11 de gener de 1949 - 29 de gener de 2017) va ser una periodista espanyola, divulgadora de les avantguardes culturals i musicals dels anys vuitanta i estretament vinculada amb el moviment anomenat Moguda madrilenya.

## Biografia
Llicenciada en Filosofia, posseïa amplis coneixements d'arts plàstiques, música i literatura, i va pertànyer al grup de teatre independent Prodomo.

### Primers anys
Va començar a treballar a Televisió Espanyola a principis dels anys setanta, en programes de divulgació cultural, artística i literària com Galería (1973-1974), dirigit per Fernando Méndez-Leite, Cultura 2 (1975), Encuentros con las artes y las letras (1976-1977) Trazos (1977) o Imágenes (1978-1981) que li van permetre entrevistar, entre d'altres, a personatges com Salvador Dalí o Joan Miró.
L'abril de 1977 va començar a treballar al programa de televisió Trazos com a directora, al costat de Ramón G. Redondo, per passar posteriorment a dirigir-lo fins que aquest va acabar, el juny de 1978. L'octubre del mateix any va començar a dirigir un altre espai a TV2, titulat Imágenes i dedicat a l'art.
No obstant això, la popularitat li arribaria amb La edad de oro (1983-1985), programa que va servir de plataforma per mostrar al públic les últimes tendències culturals i especialment musicals dels primers anys vuitanta a Espanya. L'espai va exercir d'aparador de les tendències més avantguardistes del moment i va convertir la seva presentadora en un referent de l'anomenada Moguda madrilenya. Lou Reed o The Smiths van ser algunes de les bandes internacionals que van passar pel programa, on també van actuar bandes estatals com Alaska i Dinarama, Kaka de Luxe, Els Rebels, Loquillo, Danza Invisible o Almodóvar & McNamara.
En aquesta època conrea la seva imatge amb una estètica afterpunk, simbolitzada pel seu excèntric pentinat, des de llavors associat a la seva personalitat. Una vegada finalitzat el programa, el 1985, Paloma Chamorro va ser processada per ofenses a la religió, amb motiu del programa emès el 16 d'octubre de 1984. Posteriorment seria absolta per una sentència de l'Audiència Provincial de Madrid de 1990, confirmada pel Tribunal Suprem el 1993.
L'abril de 1987 va començar un nou programa anomenat La Estación de Perpiñán, també cultural. El primer bloc d'espais va durar fins a juliol de 1987. El setembre de 1988 tornà en la segona etapa del programa amb espais dedicats a entrevistes amb artistes mundials.
El 29 d'octubre de 1988 Paloma Chamorro va estrenar l'espai de producció pròpia La realidad invertida, dedicat als artistes contemporanis més destacats, recollint la producció més rellevant de la seva trajectòria professional. Entre els entrevistats van figurar Joan Miró, Robert Mapplethorpe, Keith Haring, George Condo i David Hockney. Aquest espai es va emetre fins a gener de 1989.

### Possible blasfèmia
El 25 de setembre de 1990 va ser jutjada en l'Audiència provincial de Madrid, acusada d'un delicte de blasfèmia per l'emissió d'un vídeo musical del grup britànic Moon Child el 17 d'octubre de 1984, en el qual apareixia una figura humana crucificada amb el cap d'un animal. Abans de l'emissió, Chamorro havia advertit als espectadors que algun dels continguts del programa podien ferir la seva sensibilitat. A més, havia vist el vídeo amb anterioritat en companyia dels seus caps, els quals havien considerat que aquest no era ofensiu, i havien donat el vistiplau per a la seva emissió.
El fiscal, que sol·licitava inicialment una pena d'un mes d'arrest i 100.000 pessetes de multa, va retirar l'acusació abans de celebrar-se el judici, i va reiterar davant el Tribunal la seva posició de no acusar la presentadora. No obstant això, l'advocat burgalès Juan Riu Izquierdo, que va presentar una denúncia a títol personal com a espectador, va continuar amb el plet, demanant per a la presentadora 2 anys, 4 mesos i un dia, i 75 000 pessetes de multa.

### Últims anys i mort
Amb posterioritat, i de forma esporàdica, va continuar realitzant reportatges i documentals sobre Art per a TVE, com un programa monogràfic d'homenatge a la pintora Maruja Mallo (1995) o commemorant el 250è Aniversari del naixement de Francisco de Goya (1997).
Va morir a causa del càncer el 29 de gener de 2017 als 68 anys.